# Саммит АТЭС 2017
Саммит АТЭС 2017 (вьетнамский: APEC Việt Nam 2017) — ежегодное мероприятие Азиатско-Тихоокеанского экономического сотрудничества (АТЭС), которое в этот раз происходило во Вьетнаме, кульминацией которого стала встреча экономических лидеров АТЭС в Дананге, проведённая в отеле InterContinental Danang Sun Peninsula Resort. Это был второй раз, когда Вьетнам принимал АТЭС, до этого мероприятие проводилось в 2006 году в Ханое. Это было одно из крупнейших дипломатических и экономических событий года, в котором участвовали лидеры 21 страны, включая США, Китай, Россию и Японию.

## Формирование узнаваемого образа

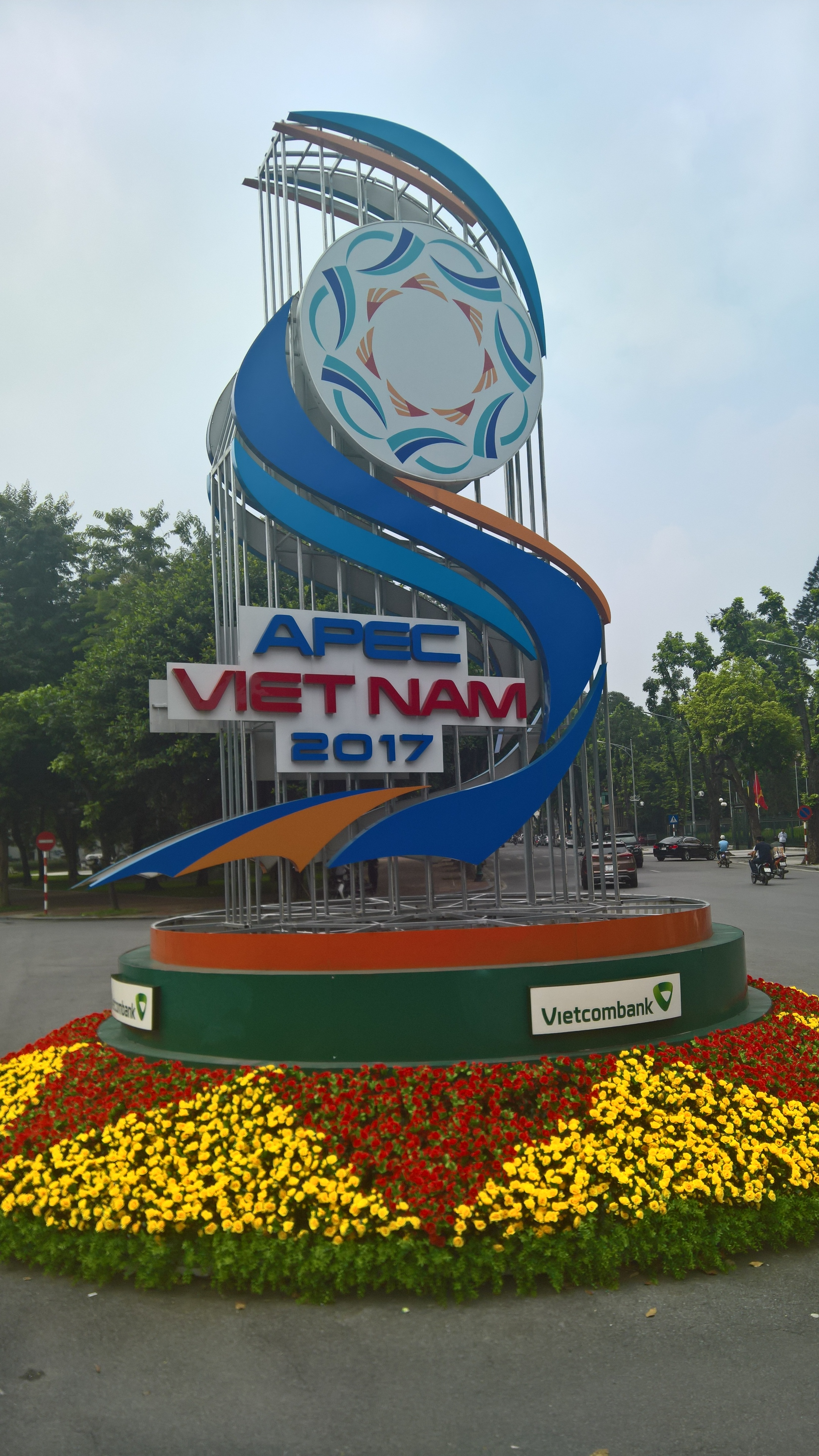
Конструкция с логотипом саммита.

Перемены, креативность, действие, единство и движение в будущее провозглашены компонентами этого саммита.
Победивший в ходе конкурса логотип изображает стилизованные изображения лопастей и мифологических птиц Лак на барабанах древней культуры Донгшон. Расположение элементов предполагает круговое движение, которое должно представлять «динамичный APEC».

## Подготовка
Народный комитет Дананга, города, принимающего встречу экономических лидеров, одобрил проект по модернизации основных дорог города по этому случаю в марте 2016. Проект охватывал 34 улицы города, его предполагаемая стоимость составляла около 10,9 млн долларов США. Строительство международного пассажирского терминала в международном аэропорту Дананга было завершено в марте 2017.

## Ключевые достижения

### Торговля и экономическая интеграция
- Обсуждались перспективы Свободной торговой зоны Азиатско-Тихоокеанского региона, но значимого прорыва не произошло.[8]
- Лидеры подтвердили приверженность свободной и открытой торговле, хотя США при администрации Трампа заняли более протекционистскую позицию.[9]

### Трансформация Транстихоокеанского партнёрства
- После выхода США из Транстихоокеанского партнёрства 11 оставшихся стран договорились продолжить работу над новым соглашением Всеобъемлющего и прогрессивного соглашения о Транстихоокеанском партнёрстве[9]

- Вьетнам, Япония, Канада и другие участники подписали предварительное соглашение о создании этого блока без США[8]

### Двусторонние переговоры и дипломатия
- Дональд Трамп представил свою концепцию «Свободного и открытого Индо-Тихоокеанского региона».[10]

- Владимир Путин и Дональд Трамп обсудили вопросы по Сирии и Украине, но без значительных договорённостей[11]
- Китай укрепил позиции в регионе за счёт продвижения инициативы «Один пояс — один путь».

### Влияние на Вьетнам
- Саммит укрепил роль Вьетнама как важного экономического игрока в АТР.
- Вьетнам получил новые инвестиционные соглашения, особенно с Японией и Южной Кореей.

- Были подписаны многомиллиардные контракты в сфере торговли и инфраструктуры.

## Общее влияние саммита
- Ускорил создание ВПТПП, что стало важным шагом в развитии торговли в регионе без участия США.
- Показал усиление позиций Китая в экономическом сотрудничестве, на фоне ухода США от глобальной торговой интеграции.
- Подчеркнул экономическую значимость Вьетнама как центра торговли и инвестиций в Юго-Восточной Азии.

Таким образом, АТЭС 2017 стал важной площадкой для экономической дипломатии и повлиял на дальнейшую экономическую интеграцию в регионе, хотя некоторые глобальные торговые вопросы остались нерешёнными.